# Apanteles albanjimenezi
Apanteles albanjimenezi (лат.) — вид мелких наездников рода Apanteles из подсемейства Microgastrinae семейства бракониды (Braconidae). Обнаружены в Центральной Америке: Коста-Рика (Guanacaste).

## Описание
Мелкого размера перепончатокрылые насекомые: длина тела около 2,7 мм, длина переднего крыла около 3 мм. Основная окраска тёмно-коричневая. Коготки лапок простые. Соотношение длины и ширины птеростигмы: 2,6-3,0. Вид был впервые описан в 2014 году канадским энтомологом Хосе Фернандес-Триана (Jose L. Fernández-Triana; Department of Integrative Biology and the Biodiversity Institute of Ontario, Университет Гелфа, Гелф, Онтарио, Канада) и назван в честь Албана Хименеса (Alban Jiménez; ACG Programa de Educacion Biológica)
.